# الحجاج بن مسروق الجعفي
الحجاج بن مسروق الجعفي (توفي في 61هـ/ 680 م) كان من جنود الحسين في معركة كربلاء، حيث قُتل فيها.

## حياته

### نسبه
اسمه الحجاج بن مسروق المذحجي الجعفي.

### سيرته
كان من أهل الكوفة ومن أصحاب علي بن أبي طالب، كان في الكوفة عندما بلغه بأن الحسين سيخرج من المدينة إلى مكة ومنها إلى العراق فخرج من الكوفة واتجه نحو مكة والتحق بالحسين، وسار معه إلى العراق، وكان المؤذن للصلوات الخمس فسمي بمؤذن الحسين.وكان على الاغلب من عشيره هانئ ابن عروه نسبةً لعشيره مذحج 

## مقتله
في يوم المعركة قاتل الحجاج فقتل 25 رجلاً قبل مقتله، وكان يبارز وهو يقول: